# Công ty zombie
Trong kinh tế chính trị, một công ty zombie là một công ty cần tiền cứu trợ để hoạt động, hoặc một công ty mắc nợ có khả năng trả lãi cho các khoản nợ của mình nhưng không trả được tiền gốc.

## Miêu tả
Các công ty zombie là các doanh nghiệp mắc nợ, mặc dù tạo ra tiền mặt, sau khi trang trải chi phí hoạt động, chi phí cố định (tiền lương, tỷ lệ, tiền thuê nhà), họ chỉ có đủ tiền để trả lãi cho các khoản vay, nhưng không đủ để trả nợ nợ. Vì vậy, họ thường phụ thuộc vào các ngân hàng (chủ nợ) để tiếp tục tồn tại, hỗ trợ họ một cách có hiệu quả vô hạn.

## Lịch sử
Thuật ngữ "công ty zombie" được áp dụng cho các công ty Nhật Bản được hỗ trợ bởi các ngân hàng Nhật Bản trong giai đoạn được gọi là " Thập kỷ mất mát " sau sự sụp đổ của bong bóng giá tài sản Nhật Bản vào năm 1990. Các ngân hàng Nhật Bản tiếp tục hỗ trợ các công ty yếu hoặc thất bại. Nhà bán lẻ Daiei là một ví dụ về một công ty lớn đã mở rộng rất nhiều trong giai đoạn dẫn đến vụ sụp đổ năm 1990. Bộ trưởng tài chính Takeo Hiranuma được báo cáo là mô tả công ty 96.000 nhân viên là ' quá lớn để sụp đổ '.
Thuật ngữ này đã lấy lại sự phổ biến trên các phương tiện truyền thông trong năm 2008 cho các công ty nhận được tiền cứu trợ từ Chương trình cứu trợ tài sản của Hoa Kỳ (Tpeg).  Vào năm 2016 sau khi suy thoái kinh tế ở Trung Quốc vụ sụp đổ thị trường chứng khoán Trung Quốc năm 2015-16), các công ty công nghiệp Trung Quốc (thép, nhôm, giấy, v.v.) đã phát triển các vấn đề về năng lực sản xuất thừa, với mức dư thừa tăng từ 0% trong năm 2007 lên mức trung bình là 13% vào năm 2015, với con số cao hơn 30% trong một số ngành công nghiệp (xi măng, thép năm 2014). Tại Đại hội Nhân dân toàn quốc năm 2016, chính phủ nước này đã công nhận vấn đề của 'Các doanh nghiệp Zombie' và tuyên bố rằng họ sẽ đóng cửa hoặc tổ chức lại nhiều công ty công nghiệp thuộc sở hữu nhà nước (công cộng) vào năm 2020. Trong các ngành công nghiệp than và thép, kết quả là mất việc làm dự kiến sẽ dẫn đến 1,8 triệu người dư thừa (15% lực lượng lao động), với tổng số dư thừa ước tính lên tới 6 triệu công nhân.
Các công ty zombie là những công ty vẫn hoạt động nhưng nợ quá sâu đến nỗi họ sẽ không bao giờ trả nợ kịp. Trong thời đại mà chính sách tiền tệ của Hoa Kỳ dường như nới lỏng vào ngày nay, các doanh nghiệp thuộc mọi quy mô đang liên tục dấn thân vào thị trường nợ - có khả năng xảy ra trường hợp các công ty trở thành công ty zombie 